# Halowe Mistrzostwa Europy w Lekkoatletyce 1987 – skok wzwyż mężczyzn
Skok wzwyż mężczyzn – jedna z konkurencji technicznych rozgrywanych podczas halowych lekkoatletycznych mistrzostw Europy w  hali Stade couvert régional w Liévin. Rozegrano od razu finał 21 lutego 1987. Zwyciężył reprezentant Szwecji Patrik Sjöberg, dla którego był to drugi tytuł mistrzowski; poprzednio zwyciężył w 1985. Tytułu zdobytego na poprzednich mistrzostwach nie bronił Dietmar Mögenburg z Republiki Federalnej Niemiec.

## Rezultaty

### Finał
Wystąpiło 14 skoczków.

Opracowano na podstawie materiału źródłowego.
| Miejsce | Zawodnik               | Wynik | Uwagi |
| ------- | ---------------------- | ----- | ----- |
| 1       | Patrik Sjöberg         | 2,38  | CR    |
| 2       | Carlo Thränhardt       | 2,36  |       |
| 3       | Hennadij Awdiejenko    | 2,36  |       |
| 4       | Ján Zvara              | 2,33  |       |
| 5       | Roland Dalhäuser       | 2,30  |       |
| 6       | Andre Schneider-Laub   | 2,27  |       |
| 7       | Dalton Grant           | 2,27  |       |
| 8       | Krzysztof Krawczyk     | 2,24  |       |
| 8       | Eugen-Cristian Popescu | 2,24  |       |
| 10      | Hrvoje Fižuleto        | 2,24  |       |
| 11      | Jacek Wszoła           | 2,20  |       |
| 12      | Arturo Ortiz           | 2,15  |       |
| 12      | Róbert Ruffíni         | 2,15  |       |
| 14      | Gustavo Adolfo Becker  | 2,15  |       |